# Niederehe

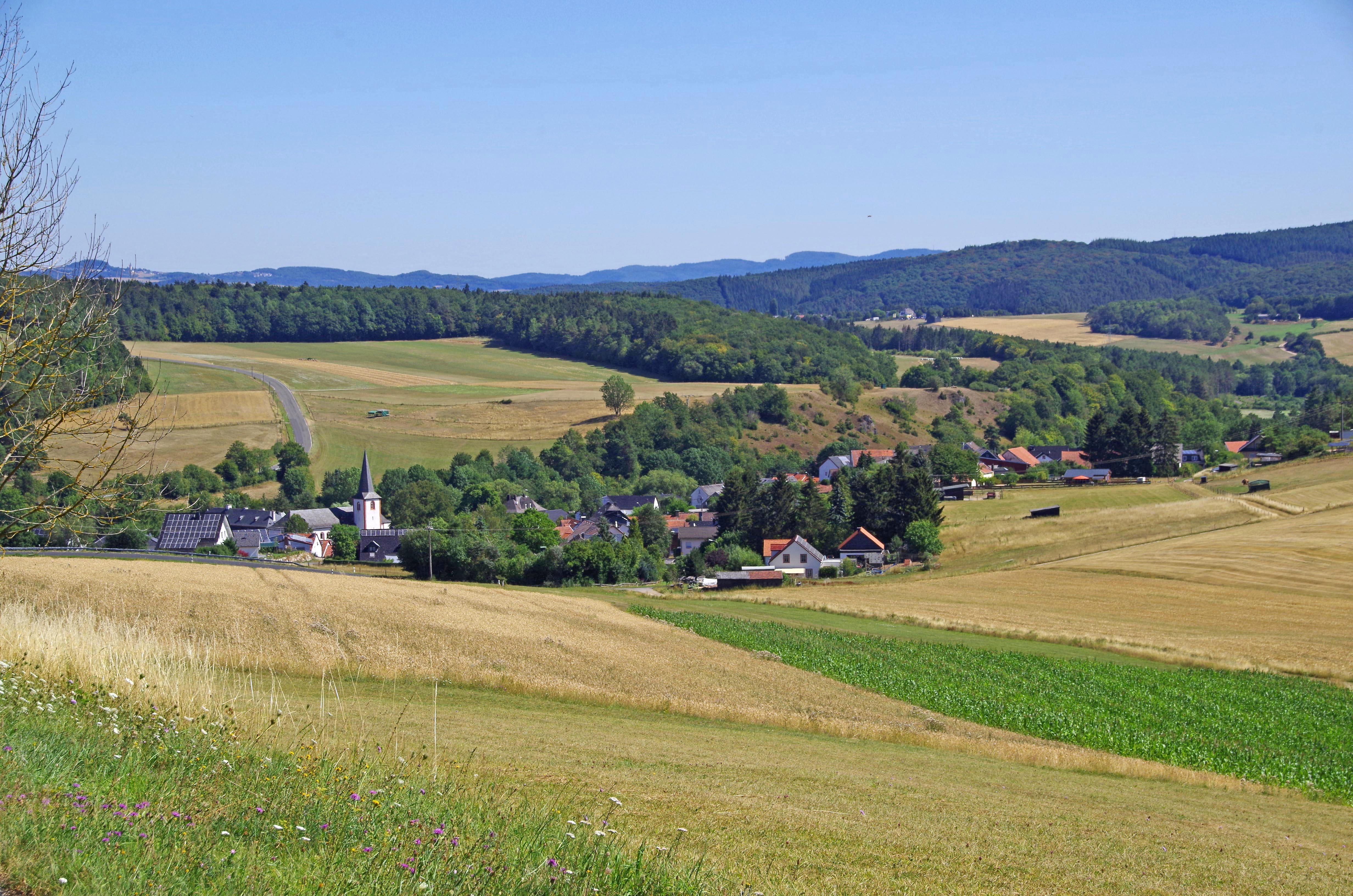
Niederehe von Süden

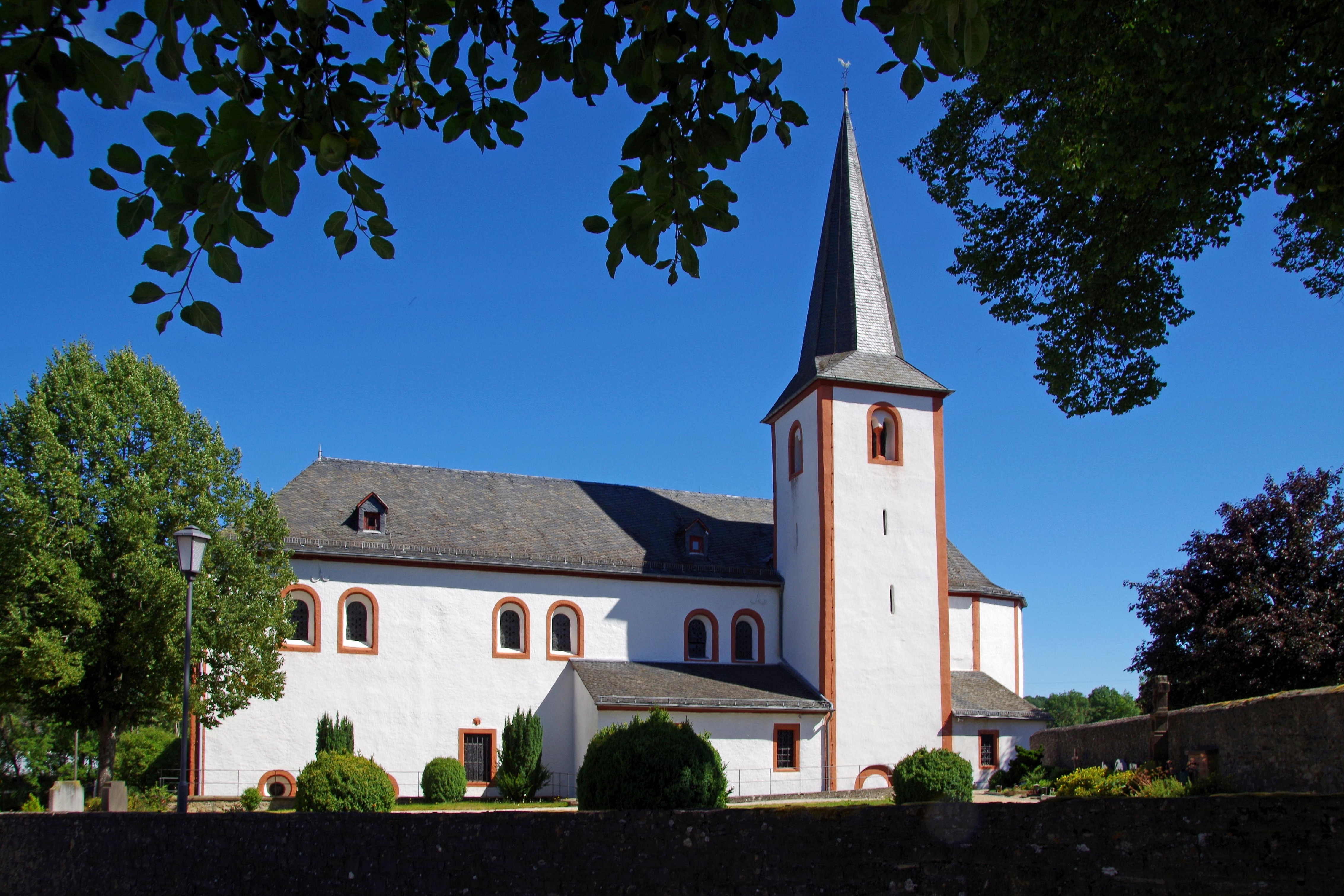
St. Leodegar (Niederehe), Südseite

Niederehe mit den Weilern und Wohnplätzen Eichenhof, Fohnhof, Marienhof und Wag(e)nerhof ist ein Ortsteil der Gemeinde Üxheim (Landkreis Vulkaneifel) in Rheinland-Pfalz mit etwa 410 Einwohnern.

## Lage
Die Ortschaft befindet sich in der Vulkaneifel nahe der Grenze zu Nordrhein-Westfalen. Der Ort liegt erhöht über dem Tal des Niedereher Bachs, der etwa 1,7 Kilometer Luftlinie weiter östlich in den Ahbach, einen rechten Zufluss der Ahr, mündet. Südlich der Ortschaft und teilweise jenseits der Gemeindegrenze erhebt sich der 570 Meter hohe Hönselberg, der den Mittelpunkt des gleichnamigen Naturschutzgebiets (NSG) bildet.
Üxheim befindet sich gut drei Kilometer nördlich, Daun 14 Kilometer südsüdöstlich und die Stadt Trier etwa 60 Kilometer südlich.

## Geschichte
Eine Besiedlung der Umgebung ist seit der Zeit der Kelten und später durch die Römer anhand diverser Funde und Ausgrabungen nachgewiesen. Eine erstmalige Erwähnung von Niederehe als Hiea erfolgt in einem Tauschvertrag des Prümer Klosterabts Ingramnus aus der Zeit zwischen 947 und 971. Das Kloster wurde von 1162 bis 1175 erbaut und 1803 säkularisiert.
Niederehe gehörte bis Ende des 18. Jahrhunderts zur reichsunmittelbaren Herrschaft Kerpen, die im Besitz der Herzöge von Arenberg war.
Am 1. Januar 1968 schlossen sich die bis zu diesem Zeitpunkt selbständigen Gemeinden Niederehe (mit seinerzeit 339 Einwohnern), Leudersdorf (527) und Üxheim-Ahütte (508) zur neu gebildeten Gemeinde Üxheim zusammen. Am 1. Februar 1968 kam noch Heyroth (98) hinzu.

## Politik
Der Ortsteil Niederehe ist gemäß Hauptsatzung einer von vier Ortsbezirken der Ortsgemeinde Üxheim. Er wird politisch von einem Ortsbeirat sowie einem Ortsvorsteher vertreten.
Der Ortsbeirat von Niederehe besteht aus fünf Mitgliedern, die bei der Kommunalwahl am 9. Juni 2024 in einer Mehrheitswahl gewählt wurden, und dem ehrenamtlichen Ortsvorsteher als Vorsitzendem.
Marco Handwerk wurde am 23. Juli 2024 Ortsvorsteher von Niederehe. Bei der Direktwahl am 9. Juni 2024 war er als einziger Bewerber mit einem Stimmenanteil von 93,6 % für fünf Jahre gewählt worden.
Seine Vorgänger als Ortsvorsteher waren seit 2009 Horst Wirtz, seit 2004 Udo Raetz und zuvor Heinrich Ingenerf.

## Verkehr
- Straße

Die nächste Autobahn ist die A 1 mit den Auffahrten Nr. 114 „Blankenheim“ im Norden und Nr. 118 „Gerolstein“ im Süden. Nach Fertigstellung des Lückenschlusses der A 1 in der Eifel wird die Autobahn nur wenige Kilometer östlich der Ortschaft verlaufen und sie über die zukünftigen Anschlussstellen „Adenau“ und „Kelberg“ anbinden. Die Bundesstraße 421 verläuft einige Kilometer südwestlich und die B 410 südlich. Es gibt regelmäßige Busverbindungen in die umliegenden Orte.
- Schiene

In Niederehe befand sich ein Bahnhof an der seit 1973 stillgelegten Bahnstrecke Dümpelfeld–Lissendorf (Mittlere Ahrtalbahn).
An der Eifelbahn gibt es in Lissendorf und Oberbettingen-Hillesheim Regionalbahnhöfe; in Jünkerath und Gerolstein befinden sich die nächstgelegenen Regional-Express-Bahnhöfe und Bonn Hauptbahnhof sowie Koblenz Hauptbahnhof sind Fernbahnhöfe mit IC/ICE-Verbindungen.
- Flugverkehr

Die nächstgelegenen Verkehrslandeplätze sind der Flugplatz Dahlemer Binz und der Flugplatz Bitburg; internationale Flughäfen sind der Flughafen Köln/Bonn und der Flughafen Luxemburg.

## Wirtschaft und Infrastruktur
Die Landwirtschaft spielt heute nur noch eine untergeordnete Rolle. Kleinere Handwerks- und Dienstleistungsunternehmen in diversen Branchen sind im Ort ansässig.
Eine touristische Infrastruktur ist vorhanden; es gibt Unterkunftsmöglichkeiten in einem Landgasthof mit Gästehaus, einer Pension und mehreren Ferienwohnungen. Nördlich des Ortszentrums entstand in den 1970er-Jahren eine Siedlung mit etwa 30 Wochenendhäusern.
Im Ort gibt es ein Gemeinde- und Vereinshaus, einen Sportplatz, die Freiwillige Feuerwehr und diverse weitere Vereine. Durch den Ort verlaufen etliche Wanderwege, unter anderem auch der Geo-Pfad Hillesheim und der Eifelkrimi-Wanderweg.

## Baudenkmale
Unter Denkmalschutz stehen:
- in der Denkmalzone „Im Klosterhof 1–5“ das 1175 gestiftete ehemalige Kloster Niederehe mit der romanischen Klosterkirche „St. Leodegar“, ein spätromanischer Saalbau, der eine Orgel des Orgelbaumeisters Balthasar König beherbergt. Zu den weiteren, im Barockstil errichteten Klosterbauten, gehören der Westflügel (Im Klosterhof 1 und 2) von 1776 mit einem Mansarddach und der heute in Wohnhäuser unterteilte Nordflügel (Im Klosterhof 3, 4 und 5) sowie die Umfassungsmauer aus Bruchsteinen.

- Als Einzeldenkmäler sind ausgewiesen in der „Gartenstraße“ 2 ein verputzter Backofenvorbau (wohl von 1868), die ehemalige Schule „Im Auel“ 1, ein 1912–13 errichteter Walmdachbau, die Katholische Pfarrkirche St. Leodegar (ehemalige Klosterkirche, s. o.), ein barockes Schaftkreuz aus Sandstein von 1759, in der aus Bruchstein erbauten Kirchhofsmauer die Reste alter Grabkreuze, in der „Loogher Straße“/Ecke „Im Auel“ ein barocker Kreuzigungsbildstock aus Sandstein aus dem Jahr 1721 sowie das Quereinhaus in der „Stroheicher Straße“ 1: von 1875.

- In der Gemarkung sind als Baudenkmale aufgeführt ein Wegekreuz (barockes Schaftkreuz) aus Sandstein nördlich der Ortslage an der Straße nach Üxheim aus dem Jahr 1786, ein weiteres aus Basalt bestehendes Wegekreuz (Balkenkreuz) östlich der Ortslage an der Straße nach Heyroth, gegenüber der Zufahrt zum Eichenhof, etwa von 1700 sowie das aus Schiefer erbaute Wegekreuz (Sockelkreuz) westlich der Ortslage an der Straße nach Kerpen von 1841.[17]

Siehe auch: Liste der Kulturdenkmäler in Üxheim

## Naturschutz
Südlich von Niederehe befindet sich das etwa 48 Hektar (ha) große NSG Hönselberg mit Wacholderheide, Schiffelheide und Laubwaldbestand, dass u. a. zahlreiche Orchideenarten aufweist. Nördlich (und teilweise außerhalb der Gemarkung) liegt das Naturschutzgebiet Ahbachtal mit Bachlauf des Ahbachs, Talgrund und bewaldeten Talhang mit einer Fläche von gut 56 ha und dem Dreimühlen-Wasserfall.
Als Naturdenkmale ausgewiesen sind die Linde an der Klosterkirche, ein Wacholderheidegebiet am Niedereher Bachhang sowie ein weiteres nördlich des Ortes.